# معركة تشاش
دارت معركة تشاش عام 1008 م بين الجيش الغزنوي للسلطان محمود بن سيبكتيجين ( محمود الغزني ) وجيش أناندابالا ملك شاهات الهندوس بالقرب من ميربور، مما أدى إلى هزيمة الأخير. ترك هذا منطقة شمال الهند عرضة لمزيد من الغزوات. 

## خلفية
كان الملك جايبالا قد مات بالفعل في معركة بيشاور عام 1001 م ، وكان أناندبال (ابن جايبالا) مليئًا بالغضب للانتقام لمقتل والده. ودعا الحكام الحلفاء القريبين إلى إرسال فرقهم لأن هذه الحرب كانت بحاجة إلى تنظيم أفضل مع مراعاة الهجمات اللاحقة على الأنظمة المجاورة. انضمت قوات من أجمير وكالينجار وقنوج وحلفاء آخرين إلى قوة أناندبال.

## معركة
احتجز الجيش الضخم لقوات التحالف الغزنويين على ضفة نهر السند. واجه الغزاة مقاومة هائلة في مكان بالقرب من هازرو يسمى تشاشهك أو تشاش. كان دور القبيلة المحلية مهمًا جدًا في هذه المعركة لأنها تمكنت من إبادة قوة خيالة ضخمة من الغزنويين الذين كانوا يقاتلون كطليعة. عُرفت القبيلة بأنها قبيلة جاخار. عندما كانت قوات الحلفاء تتقدم للاشتباك مع جيش الغزنويين، ألقى الأخير كرات نارية كبيرة على الأفيال مما أثار حنقهم وجعلهم يسحقون قواتهم الخاصة، مما جعلها انتصارًا للغزاة. ونتيجة لذلك، خضعت بقية الهند للحكم الإسلامي لما يقرب من 400 عام. انتصر محمود الغزنوي في المعركة واضطر أناندبال إلى التنازل عن الأرض وكنوزها.

## ما بعد الكارثة
ومهد الانتصار الطريق للغزنوي ليغزو الهند سبع عشرة مرة، نهب خلالها قبائل صغيرة قبل أن ينتقل إلى أنظمة أكبر ومعابد. لقد حطم كل الآثار التي أزعجته وهاجم المدن المقدسة مثل ثانيشوار وماثورا وما إلى ذلك. جمع الكثير من الغنائم في غاراته الست عشرة وغارته السابعة عشرة كانت على معبد سومنات.